# Sunderbani
Sunderbani là một thị xã và là nơi đặt ủy ban khu vực quy hoạch (notified area committee) của quận Rajauri thuộc bang Jammu và Kashmir, Ấn Độ.

## Nhân khẩu
Theo điều tra dân số năm 2001 của Ấn Độ, Sunderbani có dân số 4657 người. Phái nam chiếm 66% tổng số dân và phái nữ chiếm 34%. Sunderbani có tỷ lệ 84% biết đọc biết viết, cao hơn tỷ lệ trung bình toàn quốc là 59,5%: tỷ lệ cho phái nam là 88%, và tỷ lệ cho phái nữ là 77%. Tại Sunderbani, 9% dân số nhỏ hơn 6 tuổi.